# Фыркальский сельсовет
Фыркальский сельсовет — сельское поселение в Ширинском районе Хакасии.
Административный центр — село Фыркал.

## История
Статус и границы сельского поселения установлены Законом Республики Хакасия от 7 октября 2004 года № 63 «Об утверждении границ муниципальных образований Ширинского района и наделении их соответственно статусом муниципального района, сельского поселения»

## Население
| 2002 | 2010 | 2012 | 2013 | 2014 | 2015 | 2016 |
| ---- | ---- | ---- | ---- | ---- | ---- | ---- |
| 1006 | ↘750 | ↘704 | ↘678 | ↘646 | ↘630 | ↘601 |
| 2017 | 2018 | 2019 | 2020 | 2021 |      |      |
| ↘593 | ↘573 | ↘546 | ↘525 | ↘500 |      |      |

## Состав сельского поселения
В состав сельского поселения входят 2 населённых пункта:
| № | Населённый пункт | Тип населённого пункта       | Население |
| - | ---------------- | ---------------------------- | --------- |
| 1 | Усть-Фыркал      | аал                          | ↘34       |
| 2 | Фыркал           | село, административный центр | ↘716      |

## Местное самоуправление
Администрация
с. Фыркал, Комарово,  12а
Глава администрации
- Баранова Ирина Иосифовна